# Башо (повіт)
30°03′20″ пн. ш. 96°55′05″ сх. д. / 30.05552° пн. ш. 96.91811° сх. д.
Башо (також Басу, від кит. 八宿县, пін. Bāsù Xiàn, трансліт. Baxoi) — один із повітів КНР у складі префектури Чамдо, Тибетський автономний район. Адміністративний центр — містечко Бама.

## Географія
Башо лежить на висоті близько 3300 метрів над рівнем моря на сході Тибетського плато (регіон Кхам).

### Клімат
Повіт знаходиться у зоні, котра характеризується океанічним кліматом субтропічних нагір'їв. Найтепліший місяць — липень із середньою температурою 19,3 °C. Найхолодніший місяць — січень, із середньою температурою 1,1 °С.
| Клімат повіту Башо      | Клімат повіту Башо | Клімат повіту Башо | Клімат повіту Башо | Клімат повіту Башо | Клімат повіту Башо | Клімат повіту Башо | Клімат повіту Башо | Клімат повіту Башо | Клімат повіту Башо | Клімат повіту Башо | Клімат повіту Башо | Клімат повіту Башо | Клімат повіту Башо |
| Показник                | Січ.               | Лют.               | Бер.               | Квіт.              | Трав.              | Черв.              | Лип.               | Серп.              | Вер.               | Жовт.              | Лист.              | Груд.              | Рік                |
| Середній максимум, °C   | 9                  | 10,6               | 13,6               | 16,9               | 21,4               | 25,3               | 26,1               | 25,2               | 23,5               | 19                 | 13,7               | 9,8                | 17,8               |
| Середня температура, °C | 1,1                | 3,3                | 6,7                | 10,1               | 14,9               | 18,8               | 19,3               | 18,3               | 16,5               | 11,9               | 5,8                | 1,5                | 10,7               |
| Середній мінімум, °C    | −5,7               | −3                 | 1                  | 4,7                | 9,2                | 13,6               | 14,3               | 13,4               | 11,3               | 6,2                | −0,7               | −5,2               | 4,9                |
| Норма опадів, мм        | 0.3                | 2                  | 8.2                | 20.4               | 21.7               | 29.1               | 56.6               | 57.9               | 41                 | 17.6               | 3.2                | 1.8                | 259.8              |
| Вологість повітря, %    | 28                 | 28                 | 34                 | 42                 | 40                 | 44                 | 52                 | 56                 | 52                 | 44                 | 34                 | 30                 | 40.3               |
| ----------------------- | ------------------ | ------------------ | ------------------ | ------------------ | ------------------ | ------------------ | ------------------ | ------------------ | ------------------ | ------------------ | ------------------ | ------------------ | ------------------ |
| Джерело: data.cma.cn    |                    |                    |                    |                    |                    |                    |                    |                    |                    |                    |                    |                    |                    |